# Trasserkidrilus kessleri
Trasserkidrilus kessleri är en ringmaskart. Trasserkidrilus kessleri ingår i släktet Trasserkidrilus och familjen glattmaskar.

## Underarter
Arten delas in i följande underarter:
- T. k. kessleri
- T. k. americanus